# همه با هم
همه با هم فیلمی به کارگردانی و نویسندگی محمد نوری‌زاد ساختهٔ سال ۱۳۶۵ است.

## خلاصه داستان
معلمی که به تازگی از جبهه بازگشته است وارد روستایی می‌شود که پیرمردی ساعاتی پیش از شهادتش از او درخواست کرده بود تا به آنجا برود. معلم بزودی انگیزه و علت اصرار پیرمرد را در می‌یابد. چون او شباهت زیادی به یکی از اهالی روستا با نام غلامحسین دارد که در جنگ شهید شده‌است. معلم نمی‌تواند در برابر اشتیاق و علاقه مردم بی‌تفاوت بماند، لذا در روستا می‌ماند و آنها را در کار و زندگیشان یاری می‌دهد

## بازیگران
- جهانگیر نکویی
- علیخان نقبی
- احمد صابر
- عزیز عابدآبادی
- محسن خسروی